# Massacres de Ndera
Les massacres de Ndera sont un des multiples épisodes douloureux du génocide des Tutsis au Rwanda en 1994. Il se déroule à l'Hôpital Neuropsychiatrique Caraes Ndera, dans la banlieue de Kigali. 
Le 17 avril 1994, les militaires du camp de Kanombé aident les assaillants à forcer l'entrée d'hôpital, un tri est effectué pour séparer les Hutus, qui seront épargnés, et les Tutsis qui seront tués. 
Les jours qui suivent le déclenchement du génocide, les forces de l'ONU quittent le pays, les Belges évacuent leurs ressortissants, dont les Frères de l'hôpital. Les réfugiés de l'hôpital supplient les soldats comme il apparait sur la vidéo des journalistes accompagnant le rapatriement des étrangers. Réfugiés et patients resteront et seront massacrés. 

## Contexte
Lorsque le génocide éclate, des Tutsis se réfugient aux alentours de Ndera. Certains vont au petit séminaire et d'autres dans les alentours de l'hôpital Caraes de Ndera,,. Les forces gouvernementales et les milices Interahamwe chassent les Tutsis. Certains hommes, femmes et enfants décident de trouver refuge chez les Frères belges de la Charité, à Ndera dans le seul hôpital psychiatrique du pays. 

### Hôpital Neuropsychiatrique Caraes Ndera
L'hôpital a été fondé en 1977. Il reste pendant de nombreuses années le seul hôpital psychiatrique du pays,. 

### Petit séminaire de Ndera
Le petit séminaire connait lui aussi des massacres.

## Description

### Déroulement
Lorsque le génocide commencé le 7 avril 1994, des habitants du secteur de Ndera à l'Est de Kigali pensent qu'à l'hôpital psychiatrique de Ndera, ils trouveraient une protection avec la présence de ressortissants belges dans le personnel médical, religieux et militaires. Ils se cachent dans les buissons aux alentours de l'hôpital et ensuite à l'hôpital qui accueille quelques réfugiés, le directeur ayant permis d'entrer dans des chambres déjà encombrées. Les patients sont mélangés à des chercheurs d'asile dans les chambres d'hôpital. Ils se nourrissaient de bouillie fournie par l'hôpital.
Pendant quelques jours, personne n'est attaqué. Ensuite, les Interahamwe se faufilent dans les locaux et jettent trois grenades de loin.
La présence des militaires belges empêchent les Interahamwe d'entrer dans les pièces pour tuer à coups de machettes et de gourdins. 
Le 17 avril 1994, les soldats belges évacuent leurs ressortissants et les occidentaux de l'hôpital. Le même jour dans l'après-midi, des tueurs attaquent l'hôpital et commencent à tirer sur tout le monde.
Les soldats du gouvernement avec les Interahamwe font sortir tout le monde et séparent Hutus et Tutsis. Tous les dossiers des patients sont démolis par des grenades et brûlés par des armes à feu au point qu'il est difficile de connaître le nombre exact de patients tués.
En 2020, l'hôpital psychiatrique de Ndera est le plus grand du pays dans cette spécialité. Il reçoit 75 000 patients par an.

### Reportage de la télévision belge sur le sauvetage des expatriés
Un reportage de la télévision belge montre les militaires belges de l'Opération Silver Back, venus secourir les ressortissants belges et les occidentaux de l'hôpital.
Ils évacuent seulement les 18 étrangers de l'hôpital et certains de leurs animaux de compagnie ; abandonnant les Tutsis réfugiés dans l'hôpital.

### Suite
Aucun psychiatre n'a survécu au génocide.
En avril 2018, une musique est composée en hommage aux victimes des massacres de Ndera.
Le site commémoratif de l'hôpital psychiatrique de Ndera est un lieu mémoriel pour les environs 21 000 victimes du génocide toute la ville qui étaient allées chercher protection sur ce lieu et des patients de l'hôpital eux-mêmes.
20 ans après, des militaires et des journalistes belges  sont retournés sur les lieux.